# Escut d'Hongria

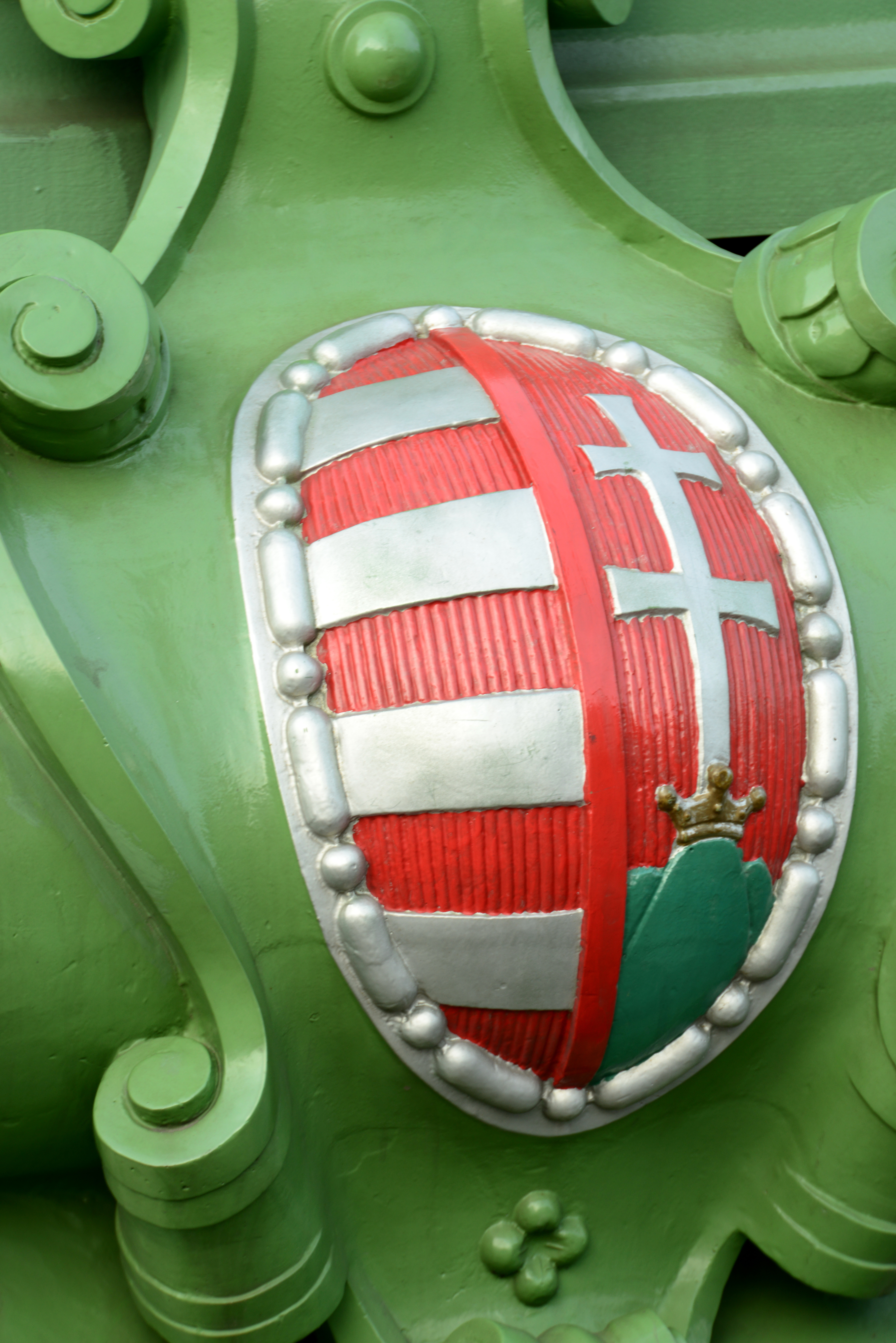
Representació de l'escut a Budapest

L'escut d'Hongria fou adoptat el 3 de juliol de 1990, en substitució del vigent durant el règim comunista. Aquest escut és el tradicional d'Hongria i ja havia estat usat abans, tant amb la corona com sense, de vegades sol i de vegades com a part d'escuts més complexos, i els seus components daten de l'edat mitjana, entre el final del segle xii i el començament del xiii.
És un escut partit. A la primera partició, el faixat de gules i argent de vuit peces dels Árpád; segons la tradició, les faixes d'argent representa els rius Danubi, Tisza, Drava i Sava. A la segona partició, de gules, un mont de tres cims de sinople movent de la punta, amb el cim central més alt i coronat d'or, ressaltant sobre una creu patriarcal patent d'argent; les muntanyes són el Mátra, el Tátra i el Fátra, amb la creu de l'antic regne apostòlic d'Hongria. L'escut va timbrat amb la Corona de Sant Esteve.
L'escut usat actualment va aparèixer durant el regnat de Ladislau I (1342-1382). La corona, per la seva banda, no va aparèixer fins al regnat de Vladislau I (1440-1444). Al començament era només una corona genèrica, però al segell de 1464 de Maties Corví ja s'assembla bastant a la corona de sant Esteve. La versió final fou adoptada durant el regnat de Mateu II, al començament del segle xvii, i s'usava regularment en temps de Maria Teresa d'Àustria.

## Escuts usats anteriorment

Escut del rei Béla III amb la creu patriarcal, d'influència romana d'Orient (1172-1196)
Escut del rei Eimeric I amb el faixat de gules i argent dels Árpád i nou lleons passants (1196-1204)
Escut dels reis d'Hongria de la dinastia angevina, amb el faixat dels Árpád i el flordelisat dels Anjou (1308-1386)
Escut del Regne d'Hongria, amb les armes combinades i la corona de sant Esteve (1440-1780)
Escut d'Hongria durant la regència de Lajos Kossuth, arran de la revolució de 1848, amb corona de llorer (1849)
Escut del Regne d'Hongria dins l'Imperi Austrohongarès, amb les armes de Dalmàcia, Croàcia, Eslavònia, Transsilvània, Bòsnia i Fiume (1867-1918)
Escut de l'Estat Hongarès feixista, amb la creu fletxada i la H d'Hungaria (1944-1945)
Escut de la República Popular d'Hongria, d'estil socialista (1949-1956)
Escut de la República Popular d'Hongria durant la revolució de 1956, que reprèn l'escut tradicional sense la corona (1956-1957)
Escut de la República Popular d'Hongria (1957-1990)